# 大竹寛
大竹 寛（おおたけ かん、1983年5月21日 - ）は、埼玉県八潮市出身の元プロ野球選手（投手、右投右打）、プロ野球コーチ。

## 経歴

### プロ入り前
浦和学院高2年夏に全国選手権に出場したものの2回戦で敗退。当時は1学年上の坂元弥太郎がエースだったため、登板機会なし。2年秋の関東大会からエースになるが水戸商業に初戦敗退。3年春は埼玉県大会で東農大三高に惜敗。3年夏の埼玉大会では春日部共栄に9回表二死まで3-1とリードしていたが、味方のエラーで逆転され埼玉大会ベスト8にとどまった。また、日本代表としてアジアAAA選手権に出場した。
2001年度プロ野球ドラフト会議にて広島東洋カープから1巡目指名を受けて入団。背番号は17。

### 広島時代

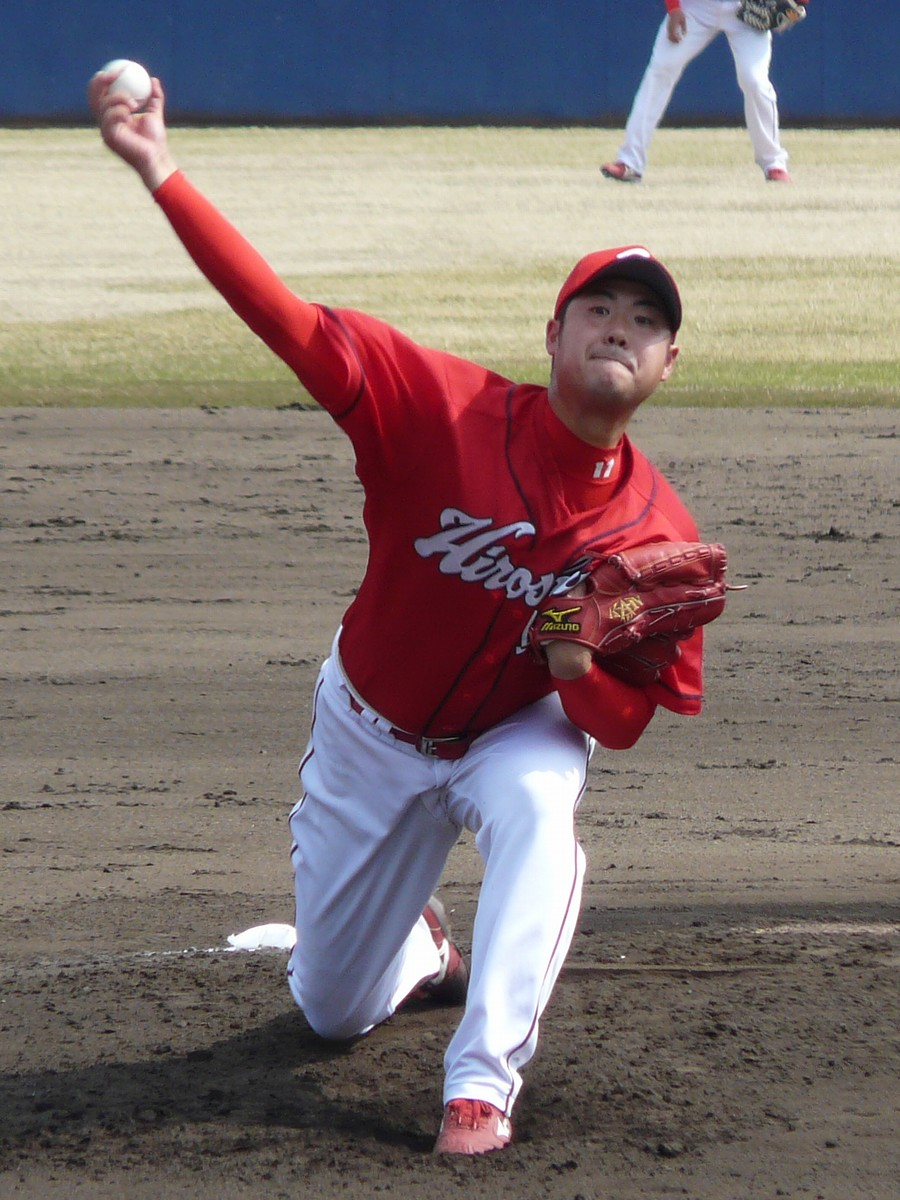
広島時代の大竹（2009年）

2002年、故障により一軍登板はなかったが、2003年に一軍初登板、初勝利を記録した。
2004年は開幕直後は先発ローテーションの一角として5試合に先発したが中継ぎに回り、永川勝浩の不調によりシーズン途中から抑えに指名された。43試合に登板して防御率3.18、17セーブ。
2005年、先発ローテに定着し、リーグ最多の先発登板28試合、防御率5点台ながら自身初となる2桁勝利、奪三振率はリーグ最高。しかし、与四球、ボーク、暴投、失点、自責点のワースト5冠となり、リーグ13年ぶりの失点が100を超えた投手となる。
2006年、開幕から6連敗。9月5日の対横浜戦（長崎）では、8回二死まで1人の走者も許さなかったが、内川聖一に左前安打を打たれ完全試合を逃し、9回二死から石井琢朗にソロ本塁打を打たれるが、自身2年ぶりとなる完投勝利。シーズン全体ではリーグワーストの13敗、被本塁打25。
2007年はワインドアップのフォームに戻し、新たにシュートを習得する。開幕前に「勝てる投手への脱皮」を宣言するが、5月には5連敗。9月23日の対中日戦（ナゴヤドーム）でプロ入り初の完封勝利。シーズン通算で9勝、3年連続で規定投球回到達。
2008年、3月28日の開幕戦で初の開幕投手を任されるが、相手先発の川上憲伸にソロ本塁打を打たれ、結局8回を4安打1失点で勝敗つかず、前半戦は5勝10敗。7月31日のオールスターに同僚のルイスの代役で初出場、2回2安打無失点。後半戦はチームで唯一ローテーションを守って4年連続の規定投球回に到達し、最終的に9勝12敗。
2009年、新たに覚えたチェンジアップを武器に4月28日の対巨人戦で開幕初完封・初勝利。この試合から5月31日の対楽天戦6回途中までセ・リーグ歴代6位となる43イニング連続無失点を記録し、佐々岡真司の持つ30イニング連続無失点の球団記録を更新。5月は月間4勝0敗、防御率0.51の成績で、自身初となる月間MVPを受賞した。前半戦を6勝4敗で、ファン投票、選手間投票ともに1位でオールスターに選出、地元広島で開催された第2戦で先発する。10月10日のチーム最終戦である巨人戦でプロ入り初の無四球完封、4年ぶりに10勝に到達。同年、巨人戦での完封勝利は大竹の2回の他には横浜のスティーブン・ランドルフが1回あるのみだった。防御率2.81、投球回185.2。
2010年、春季キャンプ中の2月15日に自己最多の270球の投げ込みを行って右肩に違和感を生じたため、一軍昇格は6月1日となり、同月12日の対埼玉西武ライオンズ戦でシーズン初勝利。同月26日に右臀部肉離れで出場選手登録抹消され、右肩痛の再発もあってシーズンの残りを二軍で終えた。3試合登板で1勝、5年連続で続いていた規定投球回数到達も途切れた。
2011年、3月28日のウエスタン・リーグで9か月ぶりに対外試合に登板した。5月21日の対オリックス戦で1年ぶりに登板。同月28日の対日ハム戦で稲葉篤紀の打球を右手に受け途中降板、右手小指の粉砕骨折と診断される。10月1日の対巨人戦で約4か月ぶりに復帰し、同月23日の対阪神戦で1年4か月ぶりの勝利投手となり、最終的に6試合登板で1勝1敗。
2012年、5月12日の対中日戦では右肩故障以降最多の128球を投げ、6月5日の対日本ハム戦で通算1000投球回を達成した。前半戦を6連勝で監督推薦で3年ぶりのオールスター出場。自身最多の11勝を挙げ、2年ぶりに規定投球回数に到達し、セ・リーグでは平野恵一以来4年ぶりのカムバック賞を受賞した。オフの「侍ジャパンマッチ2012「日本代表 VS キューバ代表」」の日本代表に選出され、2試合3回無失点。同年1月にNHK静岡のキャスター光部杏里と結婚することを発表し12月に挙式。
2013年4月14日に国内FA権を取得。監督推薦で出場したオールスターゲームでは第3戦で3回を1安打無失点に抑え敢闘賞を受賞。9月30日の対巨人戦で2年連続の10勝、チームでは26年ぶりに2桁勝利投手が4人出た。10月16日、巨人とのクライマックスシリーズの初戦（東京ドーム）で先発し、6回4安打2失点で同点のまま降板し、その後チームは逆転負けで大竹に勝ち負けはつかず。オフの11月12日に国内FA権の行使を表明。

### 巨人時代
2013年11月25日に読売ジャイアンツへの入団を表明し、12月5日に入団会見を開いた。背番号は広島時代と同じ17に決まり、「背番号くらい勝てるように頑張ります」と宣言した。推定総額5億円の3年契約となった。移籍の決め手は「決め手になったのは、地元の関東で野球をしたい思いです」、「埼玉で育ち、野球中継は巨人戦。初めてプロ野球を見たのも東京ドームだった。それが決め手だった」とした。
2014年、3月30日の対阪神戦（東京ドーム）で移籍後初登板で先発、7回途中を2失点として、打っては自身初の1試合3安打で試合は12対3で勝利し、移籍後初勝利を挙げた。4月26日の対広島戦（マツダスタジアム）では5回0/3を投げて4失点だったが味方打線の援護に助けられ、試合は11対5で勝利し大竹が勝利投手となり、NPB史上15人目の全球団勝利を達成した。シーズン通しては中日から1人で6勝を挙げ同カードでの勝ち越しに大きく貢献した。9月初旬に右肩を痛め戦線を離脱し規定投球回には到達できず阪神とのCSでも登板はなかった。一軍での最終成績は9勝6敗で、自身にとって初となるチームのリーグ優勝に貢献した。
2015年は不振でシーズン中盤の3か月間二軍落ちし、一軍成績は3勝4敗だった。
2016年は、キャンプで肉離れを発症し出遅れ、シーズン初登板は5月26日の広島戦となる。6月2日のオリックス戦で初勝利し、先発ローテを守り続け、7月30日のヤクルト戦では通算1500投球回を達成。8月20日の阪神戦では2009年以来となる7年ぶりに1試合2桁奪三振（10三振）。また9月28日の中日戦では8年ぶりとなるリリーフ登板をする。投球回は2年続けて100回を下回る。一軍での最終成績は6勝6敗だった。3年契約が終了し、推定年俸7000万円で契約を更改した。
2017年は、開幕3戦目の中日戦に先発して初勝利、5月上旬までに4勝するが、8月6日の中日戦での6回途中4失点の登板以降、一軍登板がないまま終わる。一軍成績は4勝4敗だった。オフに、1750万円減の推定年俸5250万円で契約を更改した。
2018年は、4月の初登板の中日戦では先発して白星を挙げたものの、次週のDeNA戦で初回に2本の本塁打を打たれるなど5失点を喫し負け投手になると二軍降格し、以降二軍では先発投手としてローテを守り9勝を挙げたものの、一軍昇格はなくシーズンを終えた。一軍成績は1勝1敗だった。本人としても「クビを覚悟していた」状況であったが、減額制限越えの50％ダウンとなる推定年俸2625万円で契約を更改した。
2019年は、6月30日のヤクルト戦で、中継ぎ登板し、シーズン初勝利した。8月12日の広島戦で中継ぎ登板し、勝利投手になり、シーズン3勝目を挙げた。これにより、プロ通算100勝を達成した。最終的な一軍成績は32登板、4勝0敗8ホールド、防御率2.77で自身2度目のリーグ優勝に貢献した。阪神とのクライマックスシリーズファイナルステージでは中継ぎで3登板し、3回2/3を投げ無失点の防御率0.00で1勝0敗1ホールドだった。初の日本シリーズ（福岡ソフトバンクホークス戦）でも中継ぎ登板したが味方の失策が絡みアウトを取れず3失点（自責2）し1登板0.0回を投げ0勝1敗で終えた。オフには、ENEOS侍ジャパンシリーズ2019「日本VSカナダ」及び第2回WBSCプレミア12の日本代表に追加選手として選出された。プレミア12では3登板で2回無失点防御率0.00の成績で日本代表の優勝に貢献し、自身初の国際大会での優勝を経験した。オフには、2375万円増の推定年俸5000万円で契約を更改した。
2020年、7月19日のDeNA戦に1点ビハインドの8回から登板し直後の9回に味方が3点を挙げ逆転しシーズン初勝利を挙げた。主に7・8回の勝ち試合のリリーフを担当し、終盤は二軍調整になった。成績は29登板、1勝2敗16ホールド、防御率2.59で、自身3度目のチームのリーグ優勝に貢献、2020年の日本シリーズでも2試合に登板した。オフには、500万円減の推定年俸4500万円で契約を更改した。
2021年は開幕一軍に選ばれるものの、右膝の状態が悪くシーズン途中で一軍から離脱、リハビリを続けたものの、シーズン終盤まで復帰できず、10月22日に現役引退が発表された。10月24日のヤクルト戦（神宮）で引退試合が行われ、自身は8回裏に登板。ドミンゴ・サンタナと対戦し、5球全てを内角へのシュートでバットをへし折り、遊ゴロに打ち取って降板。試合終了後は巨人ナインに5度胴上げされ、翌日引退会見が行われた。11月5日に引退の原因にもなった右膝半月板の手術を受けた。

### 引退後
2021年11月15日、2022年シーズンの巨人の巡回トレーニング統括補佐に就任することが発表された。
2022年10月13日、2023年シーズンから巡回投手兼トレーニングコーチ補佐に配置転換されることが発表された。
2023年10月16日、2024年シーズンから二軍投手コーチに配置転換されることが発表された。

## 選手としての特徴・人物
平均球速約143km/h、最速150km/h超の速球と、プロ入り前から投げていたスライダー、90km/h台のカーブ、右打者の懐をえぐるシュート、2009年に習得したチェンジアップなどの球種を持つ。
プロ入り当初は威力のある速球で三振を奪う一方、四死球や暴投による失点を重ねることでなかなか白星がつかなかったが、シュートとチェンジアップを覚えたことで投球に幅が出て安定感を発揮するようになり、肩の故障から復帰後は打たせてとるピッチングもできるようになった。
愛称は「寛ちゃん」など。
真面目で優しい性格であり、チームメイトからの人望も厚い。巨人投手コーチの宮本和知は「（大竹は）時には厳しいが、投手陣の心のオアシス的な存在」と表現している。2021年10月25日に開かれた引退会見では今村信貴、菅野智之、山口俊、中川皓太、鍵谷陽平、髙橋優貴、田中豊樹、大江竜聖、戸郷翔征、畠世周ら大竹を慕っていたチームメイトたちが駆け付けてドッキリを仕掛けるという大竹の人柄を現したような和やかな会見になった。
大のラーメン好きで、「ラーメンマン」の異名を持つ。2013年の巨人とのFA交渉の際は、当時の球団代表からラーメンの本が贈られている。

## 詳細情報

### 年度別投手成績
| 年 度      | 球 団      | 登 板 | 先 発 | 完 投 | 完 封 | 無 四 球 | 勝 利 | 敗 戦 | セ 丨 ブ | ホ 丨 ル ド | 勝 率 | 打 者 | 投 球 回 | 被 安 打 | 被 本 塁 打 | 与 四 球 | 敬 遠 | 与 死 球 | 奪 三 振 | 暴 投 | ボ 丨 ク | 失 点 | 自 責 点 | 防 御 率 | W H I P |
| ---------- | ---------- | ----- | ----- | ----- | ----- | -------- | ----- | ----- | -------- | ----------- | ----- | ----- | -------- | -------- | ----------- | -------- | ----- | -------- | -------- | ----- | -------- | ----- | -------- | -------- | ------- |
| 2003       | 広島       | 3     | 2     | 0     | 0     | 0        | 1     | 1     | 0        | --          | .500  | 36    | 8.0      | 9        | 2           | 3        | 0     | 0        | 5        | 0     | 0        | 6     | 5        | 5.63     | 1.50    |
| 2004       | 広島       | 43    | 5     | 1     | 0     | 0        | 6     | 5     | 17       | --          | .545  | 351   | 82.0     | 68       | 11          | 40       | 1     | 4        | 91       | 2     | 0        | 33    | 29       | 3.18     | 1.32    |
| 2005       | 広島       | 28    | 28    | 0     | 0     | 0        | 10    | 12    | 0        | 0           | .455  | 734   | 161.2    | 171      | 22          | 87       | 1     | 7        | 161      | 9     | 4        | 110   | 101      | 5.62     | 1.60    |
| 2006       | 広島       | 30    | 29    | 2     | 0     | 1        | 6     | 13    | 0        | 0           | .316  | 682   | 157.0    | 172      | 25          | 54       | 2     | 2        | 110      | 4     | 0        | 92    | 86       | 4.93     | 1.44    |
| 2007       | 広島       | 27    | 24    | 3     | 1     | 0        | 9     | 10    | 0        | 0           | .474  | 623   | 145.2    | 137      | 15          | 59       | 2     | 6        | 104      | 11    | 0        | 72    | 61       | 3.77     | 1.35    |
| 2008       | 広島       | 28    | 27    | 3     | 1     | 0        | 9     | 13    | 0        | 1           | .409  | 752   | 171.0    | 189      | 19          | 67       | 1     | 5        | 99       | 6     | 1        | 89    | 73       | 3.84     | 1.50    |
| 2009       | 広島       | 29    | 29    | 5     | 3     | 1        | 10    | 8     | 0        | 0           | .556  | 781   | 185.2    | 177      | 10          | 60       | 3     | 4        | 127      | 10    | 1        | 72    | 58       | 2.81     | 1.28    |
| 2010       | 広島       | 3     | 3     | 0     | 0     | 0        | 1     | 0     | 0        | 0           | 1.000 | 86    | 18.0     | 22       | 2           | 10       | 0     | 2        | 9        | 1     | 0        | 10    | 10       | 5.00     | 1.78    |
| 2011       | 広島       | 6     | 6     | 0     | 0     | 0        | 1     | 1     | 0        | 0           | .500  | 129   | 31.2     | 28       | 1           | 7        | 1     | 0        | 15       | 0     | 0        | 7     | 6        | 1.71     | 1.11    |
| 2012       | 広島       | 24    | 24    | 0     | 0     | 0        | 11    | 5     | 0        | 0           | .688  | 618   | 144.2    | 144      | 6           | 43       | 1     | 5        | 85       | 3     | 0        | 44    | 38       | 2.36     | 1.29    |
| 2013       | 広島       | 25    | 25    | 1     | 0     | 0        | 10    | 10    | 0        | 0           | .500  | 675   | 163.0    | 152      | 13          | 49       | 1     | 4        | 100      | 4     | 0        | 64    | 61       | 3.37     | 1.23    |
| 2014       | 巨人       | 22    | 22    | 1     | 0     | 0        | 9     | 6     | 0        | 0           | .600  | 546   | 129.0    | 127      | 13          | 34       | 2     | 4        | 79       | 4     | 0        | 60    | 57       | 3.98     | 1.25    |
| 2015       | 巨人       | 11    | 11    | 0     | 0     | 0        | 3     | 4     | 0        | 0           | .429  | 227   | 56.0     | 56       | 5           | 11       | 0     | 0        | 35       | 0     | 0        | 21    | 20       | 3.21     | 1.20    |
| 2016       | 巨人       | 17    | 16    | 0     | 0     | 0        | 6     | 6     | 0        | 0           | .500  | 393   | 91.1     | 91       | 6           | 30       | 1     | 1        | 71       | 3     | 0        | 40    | 36       | 3.55     | 1.32    |
| 2017       | 巨人       | 13    | 13    | 0     | 0     | 0        | 4     | 4     | 0        | 0           | .500  | 300   | 69.0     | 75       | 9           | 18       | 0     | 3        | 50       | 0     | 1        | 41    | 39       | 5.09     | 1.35    |
| 2018       | 巨人       | 2     | 2     | 0     | 0     | 0        | 1     | 1     | 0        | 0           | .500  | 42    | 9.0      | 13       | 2           | 2        | 0     | 0        | 5        | 0     | 0        | 6     | 6        | 6.00     | 1.67    |
| 2019       | 巨人       | 32    | 0     | 0     | 0     | 0        | 4     | 0     | 0        | 8           | 1.000 | 111   | 26.0     | 26       | 2           | 8        | 2     | 0        | 24       | 1     | 0        | 9     | 8        | 2.77     | 1.31    |
| 2020       | 巨人       | 29    | 0     | 0     | 0     | 0        | 1     | 2     | 0        | 16          | .333  | 100   | 24.1     | 20       | 3           | 9        | 0     | 1        | 16       | 0     | 0        | 9     | 7        | 2.59     | 1.19    |
| 2021       | 巨人       | 4     | 0     | 0     | 0     | 0        | 0     | 0     | 0        | 1           | ----  | 11    | 2.1      | 5        | 0           | 0        | 0     | 0        | 0        | 0     | 0        | 1     | 1        | 3.86     | 2.14    |
| 通算：19年 | 通算：19年 | 376   | 266   | 16    | 5     | 2        | 102   | 101   | 17       | 26          | .502  | 7197  | 1675.1   | 1682     | 166         | 591      | 18    | 48       | 1186     | 58    | 7        | 786   | 702      | 3.77     | 1.36    |

- 各年度の太字はリーグ最高

### WBSCプレミア12での投手成績
| 年 度 | 代 表 | 登 板 | 先 発 | 勝 利 | 敗 戦 | セ ｜ ブ | 打 者 | 投 球 回 | 被 安 打 | 被 本 塁 打 | 与 四 球 | 敬 遠 | 与 死 球 | 奪 三 振 | 暴 投 | ボ ｜ ク | 失 点 | 自 責 点 | 防 御 率 |
| ----- | ----- | ----- | ----- | ----- | ----- | -------- | ----- | -------- | -------- | ----------- | -------- | ----- | -------- | -------- | ----- | -------- | ----- | -------- | -------- |
| 2019  | 日本  | 3     | 0     | 0     | 0     | 0        | 7     | 2.0      | 1        | 0           | 0        | 0     | 0        | 1        | 0     | 0        | 0     | 0        | 0.00     |

### 表彰
- 月間MVP：1回（投手部門：2009年5月）
- カムバック賞（2012年）
- オールスターゲーム敢闘選手賞：1回（2013年第3戦）

### 記録
初記録
投手記録
- 初登板・初先発登板：2003年9月26日、対横浜ベイスターズ27回戦（広島市民球場）、1回5失点で敗戦投手
- 初奪三振：同上、1回表に吉見祐治から空振り三振
- 初勝利・初先発勝利：2003年10月13日、対ヤクルトスワローズ26回戦（広島市民球場）、6回1失点（自責点は0）
- 初完投勝利：2004年4月21日、対ヤクルトスワローズ5回戦（明治神宮野球場）、9回1失点
- 初セーブ：2004年5月29日、対ヤクルトスワローズ10回戦（千葉マリンスタジアム）、9回裏に2番手として救援登板・完了、1回無失点
- 初完封勝利：2007年9月23日、対中日ドラゴンズ21回戦（ナゴヤドーム）
- 初ホールド：2008年10月6日、対横浜ベイスターズ24回戦（横浜スタジアム）、6回裏に2番手として救援登板、2回無失点

打撃記録
- 初打点：2005年4月10日、対ヤクルトスワローズ3回戦（広島市民球場）、2回裏に石堂克利から投手前スクイズ
- 初安打：2005年5月8日、対西武ライオンズ3回戦（広島市民球場）、2回裏に石井貴から中前安打

節目の記録
- 1000投球回：2012年6月5日、対北海道日本ハムファイターズ3回戦（札幌ドーム）、3回裏三死目に中田翔を空振り三振で達成 ※史上326人目
- 1000奪三振：2015年5月27日、対埼玉西武ライオンズ2回戦（東京ドーム）、2回表に森友哉から空振り三振 ※史上142人目
- 1500投球回：2016年7月30日、対東京ヤクルトスワローズ16回戦（東京ドーム）、6回表三死目に大引啓次を空振り三振で達成 ※史上172人目
- 100勝：2019年8月12日、対広島東洋カープ18回戦（MAZDA Zoom-Zoom スタジアム広島）、6回裏二死から5番手で救援登板、1回1/3を無失点 ※史上137人目
- 100敗：2020年8月23日、対広島東洋カープ12回戦（MAZDA Zoom-Zoom スタジアム広島）、8回裏に4番手で救援登板、1/3回1失点 ※史上120人目

その他の記録
- 連続イニング無失点：43回2/3（2009年） ※球団記録
- 全球団勝利：2014年4月26日、対広島東洋カープ5回戦（MAZDA Zoom-Zoom スタジアム広島）、5回0/3を4失点
- オールスターゲーム出場：4回（2008年、2009年、2012年、2013年）

### 背番号
- 17（2002年 - 2021年）
- 108（2022年 - 2023年）
- 72（2024年 - ）

### 登場曲
- 「WAO!」UNICORN（2012年 - 2013年）
- 「愛は勝つ」KAN（2014年 - 2018年、2019年 - ）
- 「田園」玉置浩二（2019年 - ）

### 代表歴
- 2001年AAAアジア野球選手権大会日本代表
- 2019 WBSCプレミア12 日本代表